# Bollinger megye
Bollinger megye az Amerikai Egyesült Államokban, azon belül Missouri államban található. Megyeszékhelye és legnagyobb városa Marble Hill. Lakosainak száma 10 567 fő (2020. április 1.). Bollinger megye Perry, Stoddard, Cape Girardeau, Wayne és Madison megyékkel határos.

## Népesség
A megye népességének változása:
| Lakosok száma | 12 346 | 12 389 | 12 403 | 12 490 | 12 182 | 10 567 |
|               | 2010   | 2011   | 2012   | 2013   | 2015   | 2020   |